# Scoparia anadonta
Scoparia anadonta là một loài bướm đêm trong họ Crambidae.